# Río Grande de Lipez
Río Grande de Lipez är ett vattendrag i Bolivia.   Det ligger i departementet Potosí, i den södra delen av landet, 300 km sydväst om huvudstaden Sucre.
Omgivningarna runt Río Grande de Lipez är i huvudsak ett öppet busklandskap. Trakten runt Río Grande de Lipez är nära nog obefolkad, med mindre än två invånare per kvadratkilometer.